# إلياس مارتن
إلياس مارتن (بالسويدية: Elias Martin) هو رسام سويدي، ولد في 8 مارس 1739 في ستوكهولم في السويد، وتوفي بنفس المكان في 25 يناير 1818.

## وصلات خارجية
- إلياس مارتن على موقع ميوزك برينز (الإنجليزية)